# Bill Baillie
William (Bill) David Baillie (Nelson, 28 mei 1934 – Auckland, 25 december 2018) was een atleet uit Nieuw-Zeeland, die zich had toegelegd op de lange afstand. Hij nam eenmaal deel aan de Olympische Spelen en wist bij die gelegenheid tot de finale door te dringen van de 5000 m. Hij bezat enige jaren het wereldrecord uurloop en was op dit nummer tot op de dag van zijn overlijden recordhouder van Nieuw-Zeeland, evenals op de 20.000 m.

## Loopbaan

### Deelname aan Olympische Spelen
Baillie vertegenwoordigde zijn land op de Olympische Spelen van 1964 in Tokio, waar hij een zesde plaats behaalde op de 5000 m. Deze race kenmerkte zich door het langdurige kopwerk, dat door de Australische favoriet Ron Clarke werd verricht. Uiteindelijk kwam het aan op een 600 meter lange eindsprint, waarin niet alleen Clarke het onderspit moest delven, maar ook de spurtsnelle Fransman Michel Jazy. De Amerikaan Bob Schul bleek in Tokio namelijk over het beste eindschot te beschikken. Diens laatste ronde ging in 54,3!
Bill Baillie nam viermaal deel aan de Gemenebestspelen (1954, 1958, 1962 en 1966), zonder bij die gelegenheden ooit in de prijzen te zijn gevallen. Zijn beste prestatie was hier een vierde plaats op de 880 yd tijdens de Gemenebestspelen van 1954.

### Wereldrecords
Opvallender waren dan ook de wereldrecords op de 20.000 m en de uurloop, die hij op 24 augustus 1963 op een geasfalteerde baan in Auckland vestigde. Deze records stonden immers sinds 1951 op naam van niemand minder dan Emil Zátopek. Baillie verbeterde in Auckland op de 20.000 m echter het record van Zatopek van 59.51,8 naar 59.28,6 en legde over 1 uur 138 meter meer af dan de Tsjechoslowaakse olympische kampioen. Dit was des te bijzonderder, omdat het uurlooprecord van Zátopek in 1951 indertijd werd gezien als een legendarische prestatie, die niet gemakkelijk zou worden geëvenaard.

### Nationale titels
Bill Baillie won in totaal vijftien Nieuw-Zeelandse titels, twaalf op de baan, twee bij het veldlopen en één op de weg.
In februari 2011 werd Baillie opgenomen in de New Zealand Sports Hall of Fame.

## Titels
- Australisch kampioen 3 Eng. mijl - 1964
- Nieuw-Zeelands kampioen 880 yd - 1954, 1955
- Nieuw-Zeelands kampioen 1 Eng. mijl – 1958, 1961
- Nieuw-Zeelands kampioen 3 Eng. mijl – 1956
- Nieuw-Zeelands kampioen 6 Eng. mijl – 1959, 1960, 1963, 1964, 1965, 1966, 1967
- Nieuw-Zeelands kampioen 10 Eng. mijl (weg) – 1965
- Nieuw-Zeelands kampioen veldlopen – 1960, 1963

## Persoonlijke records
| Onderdeel   | Prestatie           | Datum            | Plaats    |
| ----------- | ------------------- | ---------------- | --------- |
| 1 Eng. mijl | 3.59,2              | 1 februari 1964  | Whanganui |
| 5000 m      | 13.40,0             | 5 juni 1964      | Compton   |
| 20.000 m    | 59.28,6 (ex-WR; NR) | 24 augustus 1963 | Auckland  |
| uurloop     | 20190 m (ex-WR; NR) | 24 augustus 1963 | Auckland  |
| marathon    | 2:20.13             | 22 augustus 1959 | Mangere   |

## Palmares

### 880 yd
- 1954:  Nieuw-Zeelandse kamp. - 1.56,4
- 1954: 4e Gemenebestspelen - 1.52,5
- 1955:  Nieuw-Zeelandse kamp. - 1.54,3

### 1 Eng. mijl
- 1954: 7e Gemenebestspelen - 4.11,0
- 1958:  Nieuw-Zeelandse kamp. - 4.05,3
- 1961:  Nieuw-Zeelandse kamp. - 4.06,6

### 3 Eng. mijl
- 1956:  Nieuw-Zeelandse kamp. - 14.03,0
- 1958: 9e Gemenebestspelen - 13.42,2
- 1964:  Australische kamp. - 13.20,0

### 5000
- 1962:  Auckland - 14.05,4
- 1963:  Kochi - 14.00,4
- 1964:  Napier - 13.44,2
- 1964:  Coliseum Relays in Los Angeles - 13.54,5
- 1964:  Compton Invitational - 13.40,0
- 1964: 6e OS - 13.51,0
- 1965:  Saarijarvi - 14.05,2
- 1965: 5e DN Galan - 14.03,4
- 1965:  Rosicky Memorial in Praag - 13.56,6
- 1965:  Auckland - 14.01,2
- 1966: 4e DN Galan - 13.56,2

### 10.000 m
- 1962:  Auckland - 29.22,0
- 1963:  Japanse kamp. in Tokio - 29.44,6
- 1964:  Melbourne - 29.24,0
- 1964:  Auckland -
- 1965:  Auckland - 29.01,0
- 1966:  Los Angeles Times International Games - 29.34,4

### 6 Eng. mijl
- 1959:  Nieuw-Zeelandse kamp. - 29.04,2
- 1960:  Nieuw-Zeelandse kamp. - 29.20,4
- 1962: DNF Gemenebestspelen
- 1963:  Nieuw-Zeelandse kamp. - 28.48,8
- 1964:  Nieuw-Zeelandse kamp. - 28.37,2
- 1965:  Nieuw-Zeelandse kamp. - 29.14,4
- 1966:  Nieuw-Zeelandse kamp. - 28.48,2
- 1966: 9e Gemenebestspelen - 30.01,0
- 1967:  Nieuw-Zeelandse kamp. - 28.58,4

### 10 Eng. mijl (weg)
- 1965:  Nieuw-Zeelandse kamp. - 48.25

### marathon
- 1957:  marathon van Melbourne - 2:45.12
- 1958:  marathon van Auckland - 2:23.41
- 1959:  marathon van Auckland - 2:20.13
- 1959: 7e marathon van Athene - 2:34.45
- 1962: 4e marathon van Auckland - 2:22.35
- 1967:  marathon van Lower Hutt - 2:28.32
- 1967:  marathon van Auckland - 2:22.10
- 1967:  marathon van Hamilton - 2:22.35
- 1969:  marathon van Auckland - 2:23.42
- 1970:  marathon van Auckland - 2:25.52
- 1970:  marathon van Rotorua - 2:27.21

### veldlopen
- 1960:  Nieuw-Zeelandse kamp. - 36.01
- 1963:  Nieuw-Zeelandse kamp. - 32.34